# Lola (prefektur)
Lola är en prefektur i Guinea.   Den ligger i regionen Nzerekore Region, i den sydöstra delen av landet, 600 km öster om huvudstaden Conakry. Antalet invånare är 124 393. Arean är 4 688 kvadratkilometer. Lola gränsar till Nzerekore Prefecture och Beyla Prefecture. 
Terrängen i Lola är kuperad söderut, men norrut är den platt.
Följande samhällen finns i Lola:
- Lola